# Shackleton (miniserie televisiva)
Shackleton è una miniserie televisiva in due puntate del 2002 scritta e diretta da Charles Sturridge e con protagonista Kenneth Branagh. La miniserie racconta la storia vera della spedizione Endurance capitanata da Sir Ernest Shackleton, che nel 1914 tentò di trovare un percorso adeguato per poter effettuare la prima traversata terrestre del continente antartico, fallendo.
La miniserie è stata trasmessa in prima visione assoluta sul canale televisivo britannico Channel 4 il 2 gennaio 2002, mentre in Italia alcune scene sono state usate durante una puntata di Speciale Superquark dedicata all'esploratore andata in onda il 30 dicembre 2010.

## Trama
Nel 1914 Ernest Shackleton pianifica una spedizione in Antartide, con l'obiettivo di guidare alcune squadre di cani da slitta da un lato all'altro del continente, spedizione che renderebbe la Gran Bretagna la prima nazione a portare a termine questo genere di traversata. Dopo essere riuscito a trovare un finanziatore nella persona di James Key Caird e aver riunito l'equipaggio, parte a bordo della nave Endurance, ma ben presto iniziano a sorgere i primi problemi, a causa del mare ghiacciato e delle basse temperature. L'Endurance rimane intrappolata nel pack e successivamente affonda, lasciando tutto l'equipaggio in balia del freddo polare. Il capitano però non vuole arrendersi alla cattiva sorte, e, lasciando la maggior parte degli uomini in un campo provvisorio creato sul ghiaccio, intraprende con cinque compagni un viaggio verso l'isoletta della Georgia del Sud, affrontando il mare in burrasca su una piccola scialuppa. Raggiunta l'isola riesce, dopo aver scalato montagne e ghiacciai, a raggiungere la base di una baleniera, da dove riuscirà a far partire i soccorsi, che porteranno al salvataggio di tutti gli uomini dell'equipaggio due anni e dieci mesi dopo la partenza della spedizione dall'Inghilterra.

## Riconoscimenti
La miniserie ha ricevuto numerosi premi e nomination tra il 2002 e il 2003, vincendo tra gli altri due Premi Emmy e due British Academy Television Awards.